# Kornis Boldizsár
Kornis Boldizsár (1581 előtt – Kolozsvár, 1610. július 11.) erdélyi főnemes, Rákóczi Zsigmond fejedelem tanácsosa, Háromszék főkapitánya.

## Élete
Kornis Gáspár huszti kapitány fia volt, testvérei közül György a kolosi, Zsigmond a bihari főispáni tisztséget töltötte be. 1604-ben a székelyek generálisa lett, és mint ilyen, parancsot kapott Belgioioso generálistól, hogy a székelyeket vezesse Bocskai ellen. Ez nem történt meg, mivel a székelyek szétoszlottak. Kornis maga a Habsburg táborhoz csatlakozott, és Giorgio Basta seregében harcolt. 
Erdélybe visszatérve 1607-ben Rákóczi Zsigmond fejedelem tanácsosa lett, 1608-ban pedig Háromszék főkapitánya. Előremozdította Báthory Gábor trónra jutását, ezért a fejedelem 1608. október 28-án neki adományozta Radnótot és Szentbenedeket, egyben zászlóssá nevezte ki. 1609-ben II. Mátyás bárói rangra emelte. 
1610-ben többedmagával összeesküvést szőtt Báthory Gábor ellen; a kortársak szerint azért, mert a fejedelem megkörnyékezte feleségét, Keresztúri Katát. Újabb kori értelmezés szerint azonban az összeesküvés hatalmi válságból eredt: a régi elit hívei fogtak össze a (szerintük) túl sok új embert előnyben részesítő fejedelem ellen. Az összeesküvés azonban kudarcot vallott. Kornis Boldizsárt a fejedelem elfogatta, és Kolozsváron nagy nyilvánosság előtt kivégeztette.